# Hauterive NE
| NE ist das Kürzel für den Kanton Neuenburg in der Schweiz. Es wird verwendet, um Verwechslungen mit anderen Einträgen des Namens Hauterive zu vermeiden. |

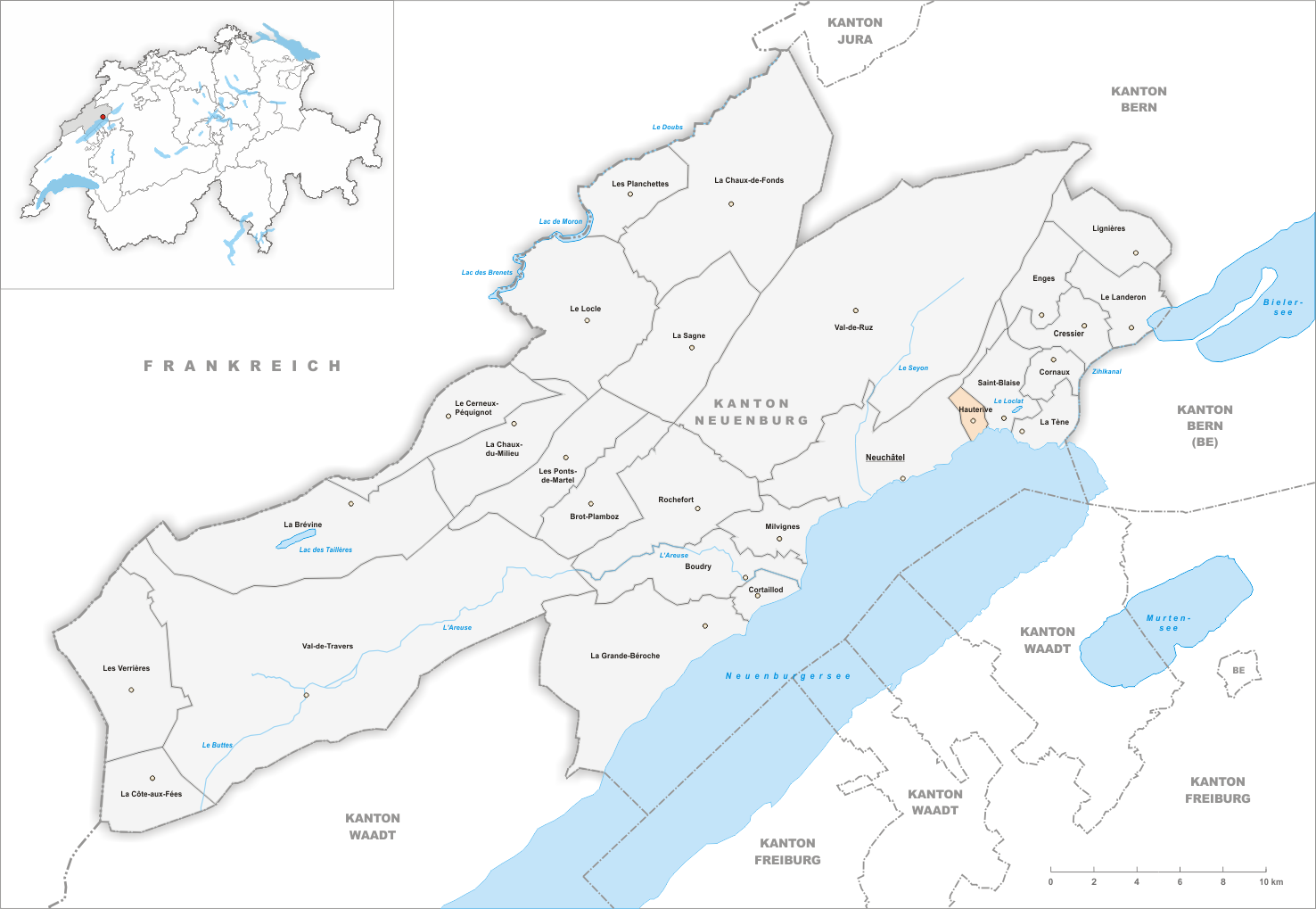
Gemeindestand vor der Fusion am 1. Januar 2025

Hauterive ist ein Ort in der Gemeinde Laténa des Kantons Neuenburg in der Schweiz. Der frühere deutsche Name Altenryf wird heute nicht mehr verwendet. Nach der Fusion der früheren Freiburger Gemeinden Ecuvillens und Posieux zu Hauterive (FR) wurde die gleichnamige neuenburgische Gemeinde im Jahre 2001 offiziell in Hauterive (NE) umbenannt. Am 1. Januar 2025 fusionierte die ehemalige Gemeinde mit Enges, La Tène und Saint-Blaise zur Gemeinde Laténa.

## Geographie
Hauterive liegt auf 501 m ü. M., vier Kilometer nordöstlich der Kantonshauptstadt Neuenburg (Luftlinie). Das Dorf erstreckt sich auf einer Geländeterrasse am unteren Südhang des Chaumont, an aussichtsreicher Lage rund 70 m über dem Ufer des Neuenburgersees.
Die Fläche des 2,1 km² grossen ehemaligen Gemeindegebiets umfasst einen Abschnitt des steilen Südhangs des Chaumont. Der Gemeindeboden erstreckt sich vom Seeufer über das bebaute und zum Teil mit Reben bestandene Gebiet den bewaldeten Jurasüdhang (Côte d'Hauterive) hinauf bis an den Rand der Höhe des Chaumont. Hier wird mit 1060 m ü. M. der höchste Punkt von Hauterive erreicht. Von der Gemeindefläche entfielen 1997 26 Prozent auf Siedlungen, 59 Prozent auf Wald und Gehölze, 14 Prozent auf Landwirtschaft und etwas weniger als ein Prozent war unproduktives Land.
Zu Hauterive gehört die Siedlung Champréveyres, 440 m ü. M. entlang der Hauptstrasse nahe dem Seeufer. Nachbargemeinden von Hauterive waren Neuenburg und Saint-Blaise.

Historisches Luftbild aus 1000 m von Walter Mittelholzer von 1926

## Geologie
Nach Hauterive ist die geologische Zeitepoche Hauterivium in der unteren Kreide benannt. Die leicht abbaubare, fein strukturierte Gesteinsschicht (pierre jaune de Neuchâtel) war bereits bei den Römern bekannt und wurde für den Bau von Aventicum (Avenches) verwendet. In der Altstadt von Neuenburg müssen alle Gebäude mit diesem Stein verkleidet sein.

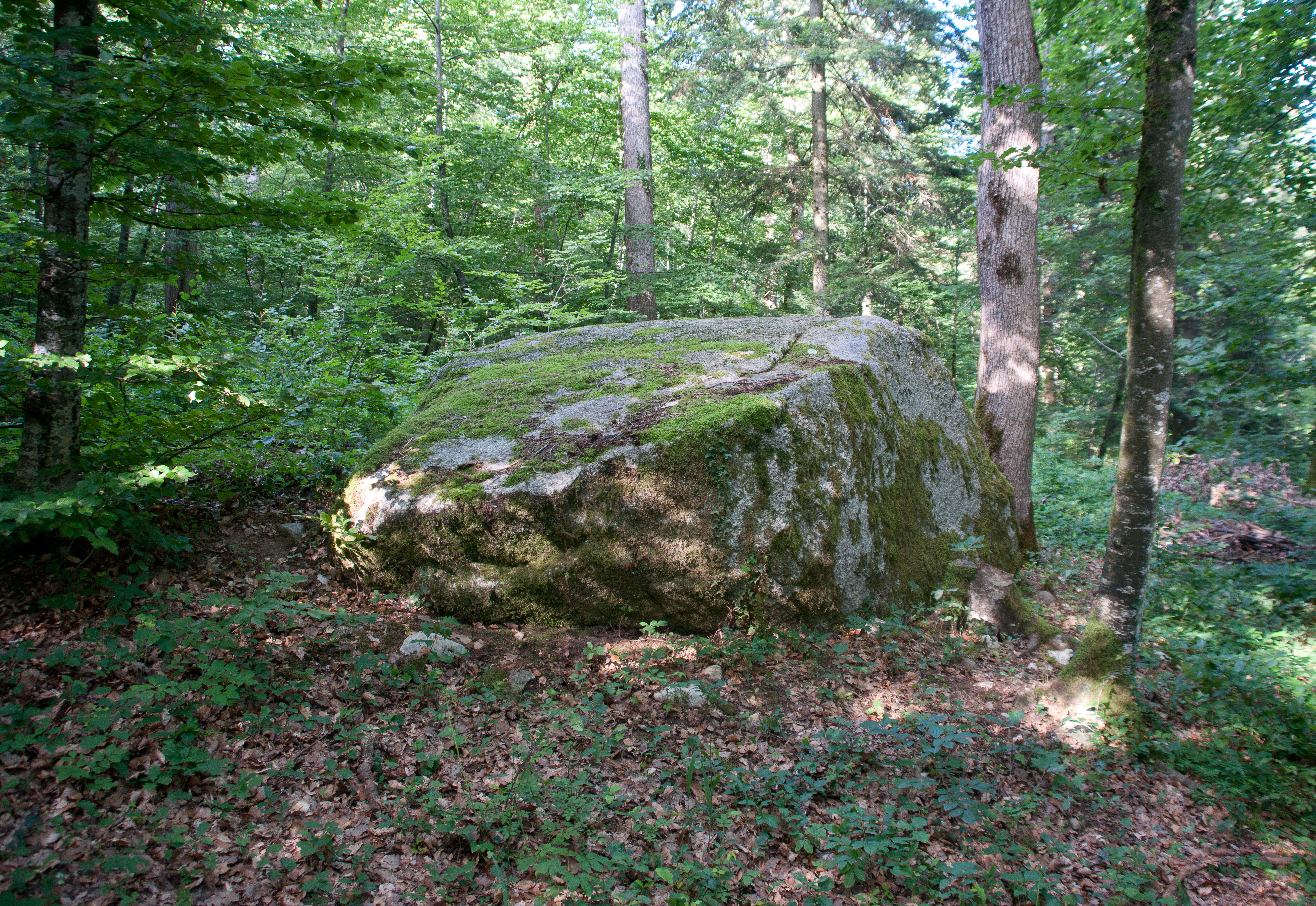
Findling im Bois l'Abbé oberhalb von Hauterive

## Bevölkerung
| Bevölkerungsentwicklung | Bevölkerungsentwicklung |
| Jahr                    | Einwohner               |
| ----------------------- | ----------------------- |
| 1850                    | 345                     |
| 1900                    | 654                     |
| 1950                    | 745                     |
| 1960                    | 1097                    |
| 1970                    | 2213                    |
| 1980                    | 2545                    |
| 1990                    | 2289                    |
| 2000                    | 2637                    |

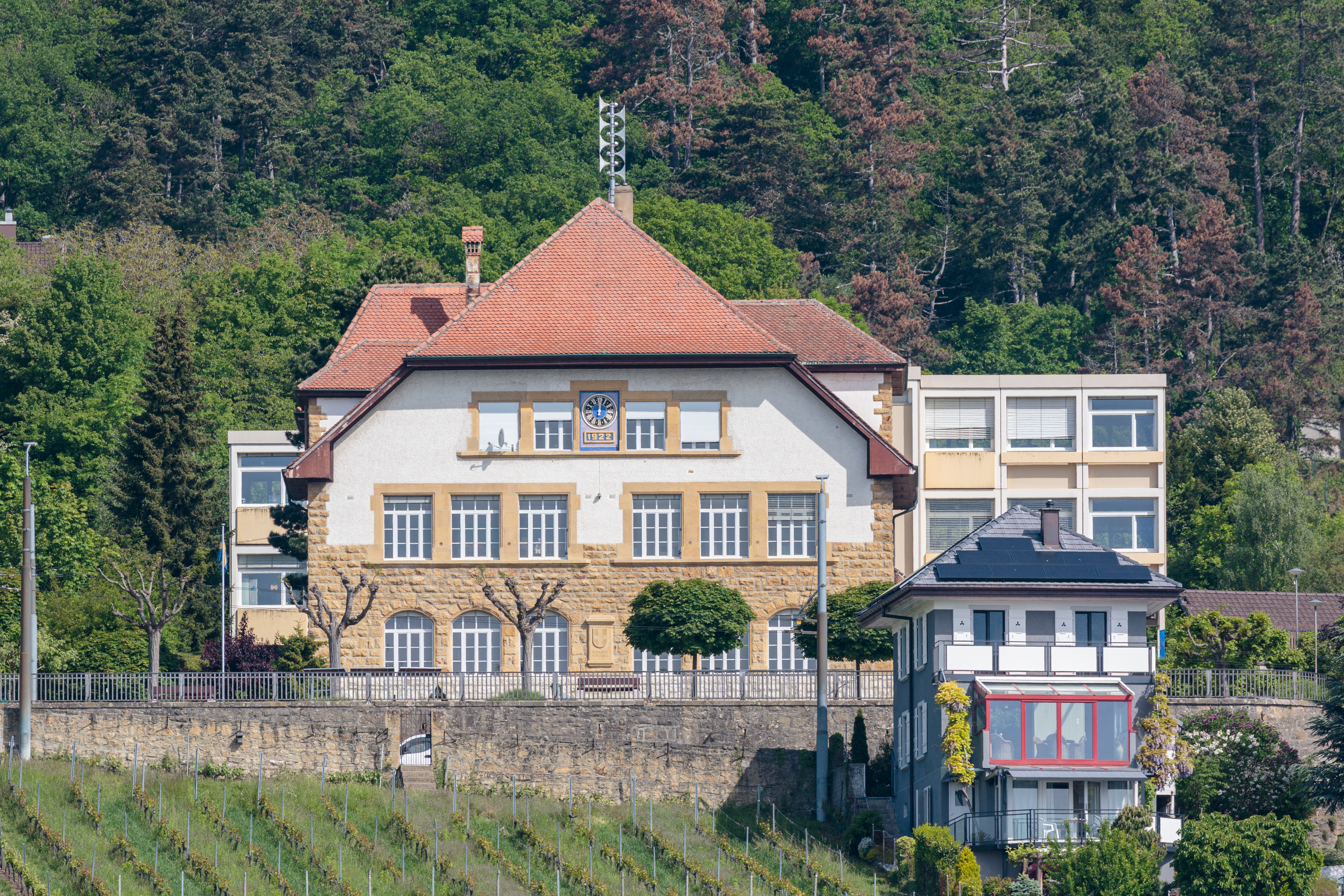
(Primar-)Schulhaus von 1922

Mit 2669 Einwohnern (Stand 31. Dezember 2023) gehörte Hauterive zu den grösseren Gemeinden des Kantons Neuenburg. Von den Bewohnern sind 82,5 % französischsprachig, 6,2 % deutschsprachig und 3,5 % italienischsprachig (Stand 2000). Vor allem während der 1960er Jahre wurden deutliche Bevölkerungszuwachsraten registriert.

## Politik
- Grüne: 7
- SP: 7
- GLP: 3
- FDP: 14

Die Stimmenanteile der Parteien anlässlich der Nationalratswahl 2015 betrugen: FDP 36,0 %, SP 22,5 %, SVP 17,4 %, GPS 8,0 %, PdA 5,1 %, glp 4,5 %, CVP 3,8 %, Liste du vote blanc 1,0 %, BDP 0,8 %.

## Wirtschaft
Hauterive war früher hauptsächlich ein Winzerdorf, im Laufe des 20. Jahrhunderts hat es sich zur Wohngemeinde entwickelt. Heute ist das bebaute Gebiet von Hauterive mit demjenigen der Nachbargemeinden Neuenburg und Saint-Blaise zusammengewachsen. An den optimal zur Sonne exponierten Hängen am Nordufer des Neuenburgersees wird Rebbau betrieben (Weinbaugebiet Champréveyres).

## Verkehr
Die ehemalige Gemeinde ist verkehrsmässig gut erschlossen. Sie liegt an der Hauptstrasse 5 von Biel nach Neuenburg und an der Autobahn A5. Am 7. November 1859 wurde die Eisenbahnstrecke von Neuenburg nach Le Landeron mit einem Bahnhof in Saint-Blaise eröffnet, dessen westlicher Teil auf dem Gemeindegebiet von Hauterive liegt. Daneben wird Hauterive durch die Verkehrsgesellschaft Transports en commun de Neuchâtel et environs bedient, dies erfolgt durch die Linie 7 des Trolleybus Neuenburg.

## Geschichte
An den Ufern des Neuenburgersees wurden Siedlungsspuren aus dem Jungpaläolithikum, Neolithikum und der Bronzezeit (Pfahlbauten) gefunden. Während der Römerzeit verlief die teils gepflasterte Strasse Vy d'Etra durch das Gemeindegebiet.
Die erste schriftliche Erwähnung des Dorfes unter dem Namen Alta Ripa datiert auf das Jahr 1143, als die Abtei Fontaine-André gegründet wurde. Die Mönche pflegten den Weinbau und unterhielten eine Weinpresse. Hauterive gehörte zur Grafschaft Neuenburg. Seit 1648 war Neuenburg Fürstentum und ab 1707 durch Personalunion mit dem Königreich Preussen verbunden. 1806 wurde das Gebiet an Napoleon I. abgetreten und kam 1815 im Zuge des Wiener Kongresses an die Schweizerische Eidgenossenschaft, wobei die Könige von Preussen bis zum Neuenburgerhandel 1857 auch Fürsten von Neuenburg blieben.
Zum Gedenken an Maurice Bavaud wurde 2011 eine Stele in Hauterive errichtet. Bavaud hatte vor dem Zweiten Weltkrieg versucht, Adolf Hitler in München zu erschiessen. Er wurde aber verhaftet, gefoltert und 1941 enthauptet.

## Sehenswürdigkeiten
Am Dorfplatz steht das im Kern aus dem 15. Jahrhundert stammende dreigeschossige ehemalige Schulhaus mit Arkaden. Im Ortskern gibt es weitere alte Patrizierhäuser, darunter das Haus Court von 1577 und das im 17. Jahrhundert erbaute Haus Clottu.
Bekannt ist auch die Galerie 2016, wo Werke zeitgenössischer Künstler gezeigt werden. Direkt am See liegen der Archäologische Park und das kantonale Museum Laténium.

## Persönlichkeiten
- Maurice Bavaud (1916–1941), Attentatsversuch gegen Hitler
- Yann Richter (1928–2008), Politiker, Parteipräsident und Nationalrat